# Portugal nos Jogos Olímpicos de Verão de 1948
Portugal participou dos Jogos Olímpicos de Verão de 1948 na cidade de Londres, no Reino Unido., assim como foi a primeira vez em que conquistou mais de uma medalha nos mesmos Jogos.

## Medalhistas

### Prata
- Duarte de Almeida Bello and Fernando Pinto Coelho Bello — Vela, Classe Swallow

### Bronze
- Fernando Paes, Francisco Valadas and Luís Mena e Silva — Hipismo, Adestramento por equipe